# Cenný papír
Cenný papír je právní institut sloužící k materializaci nehmotných práv. Jeho podstata stojí na spojení práva a hmotného substrátu (listiny) takovým způsobem, že po jeho vydání nemůže být právo bez hmotného substrátu uplatněno nebo dále převedeno.

## Inkorporace (podstata cenného papíru)
Inkorporace neboli proces inkorporace práva do cenného papíru označuje proces v rámci kterého je právo spjato s hmotným substrátem takovým způsobem, že právo od této chvíle následuje osud hmotného substrátu. Samotný vznik cenného papíru je právní událostí s abstraktní povahou (nezáleží na vůli jednací osoby, cenný papír vznikne okamžikem splnění podmínek kladených na cenný papír).

## Druhy cenných papírů v ČR
Cenný papír je v České republice definován v § 514 zákona č. 89/2012 Sb., občanského zákoníku (OZ), jako: „... listina, se kterou je právo spojeno takovým způsobem, že je po vydání cenného papíru nelze bez této listiny uplatnit ani převést.“ Na rozdíl od předchozí úpravy v zákoně o cenných papírech (591/1992 Sb.) tak již neexistuje numerus clausus (tj. uzavřený výčet) cenných papírů v zákonech, ale je umožněno vydávat i inominátní cenné papíry k jiným právům. Pro ně je stanovena povinnost uvést alespoň odkazem na emisní podmínky právo, které je s daným cenným papírem spojeno, a údaj o emitentovi.
Výslovně upraveny jsou v zákonech tyto:
- akcie (§ 256 zákona o obchodních korporacích (ZOK))
- zatímní listy (§ 285 ZOK)
- podílové listy (§ 115 zák. o investičních společnostech a investičních fondech)
- dluhopisy (zák. č. 190/2004 Sb., o dluhopisech)
- investiční kupóny (zák. o podmínkách převodu majetku státu na jiné osoby)
- kupóny (§ 523 OZ)
- opční listy (§ 295 ZOK)
- kmenové listy (§ 137 ZOK)
- směnky (čl. I a III zák. směnečného a šekového)
- šeky (čl. II a III zák. směnečného a šekového)
- náložné listy (§ 2572 a násl. OZ)
- skladištní listy (§ 2417 OZ)
- zemědělské skladní listy (§ 2 zák. o zemědělských skladních listech) - zrušen k 1.1. 2024 (zák. č. 185/2023 Sb.)

Někdy se za cenné papíry označují i bankovky, které mají svůj původ ve směnkách, ale česká legislativa je pod tento pojem nezahrnuje a pojednává o nich samostatně.
Německý občanský zákoník uvádí mnohem širší škálu cenných papírů, respektive definuje (§ 807) zvláštní termín „Inhaberpapier“ (cenný papír na majitele či doručitele), pod něž spadají mimo jiné i takzvané „kleine Inhaberpapiere“ (malé cenné papíry na majitele), mezi něž patří třeba poštovní známky, jízdenky, vstupenky, telefonní karty, dárkové kupóny, kolkové známky, dálniční známky atd. České právo se podobnými předměty speciálně nezabývá, některé se považují za tzv. ceniny.

## Podoba cenných papírů v ČR
Listinná podoba: Cenný papír existuje jako fyzická listina. Jejich obsah je zachycen na konkrétním nosiči, např. papíru. Všechny cenné papíry mohou existovat v listinné podobě (výjimky stanoví zvláštní právní předpisy, ovšem ne paušálně pro některý druh cenných papírů, ale pouze pro vybrané emitenty). Listinná podoba může zahrnovat pouze jednu akcii nebo může být vydána hromadná listina, která zahrnuje více akcií.
Zaknihovaná podoba: Cenný papír existuje pouze jako záznam v evidenci, zaknihovat lze pouze zastupitelné cenné papíry – tj. cenné papíry téhož druhu vydané týmž emitentem (akcie, podílové listy, dluhopisy, opční listy apod.). Evidenci zaknihovaných cenných papírů má v České republice na starost Centrální depozitář cenných papírů, a.s.

## Forma cenných papírů v ČR
Určení formy nám udává, kdo je vlastníkem a jakým způsobem může tento cenný papír převést. Forma u cenných papírů je uvedena v občanském zákoníku v § 514-544.
- Na doručitele (au porteur papíry): Cenné papíry na doručitele jsou neomezeně převoditelné, a to pouhým předáním (tzv. tradicí). Držitel akcie je pro emitenta anonymní. Výhodou je snadná obchodovatelnost.
- Na řad (ordrepapíry): Cenné papíry na řad se nemusí nijak odlišovat od cenných papírů na jméno (viz níže), také alespoň zprostředkovaně obsahují jméno 1. nabyvatele, rozhodující je tedy, co o jejich formě říká zákon; k převodu je třeba rubopis (tzv. indosament) + předání (tradice) + smlouva (avšak ta nemusí být písemná, takže v praxi postačuje indosament a tradice).
- Na jméno (rektapapíry, au nom papíry): Pro cenné papíry na jméno je typické, že obsahují jméno oprávněného ve svém textu a převádějí se: písemnou smlouvou (cesí) + předáním (tradicí).

## Další dělení

### Podle charakteru
- obligační (závazkové) – obsahují v sobě subjektivní právo a mohou se týkat
  1. peněžitého plnění (směnky, šeky),
  2. práva na vydání věci (náložní listy, skladištní listy), nebo
  3. jiného plnění (poukázky na akcie)
- věcněprávní – ztělesňují věcné právo (ať už vlastnické právo nebo zástavní právo) (zemědělský skladní list)
- podílnické – vyjadřují
  1. právo na určitém majetku či výnosech (podílové listy), nebo
  2. právo účasti na podnikání (akcie).

### Podle zastupitelnosti
Je třeba, aby cenný papír splnil podmínky uvedené § 516 OZ a pouze tyto zastupitelné cenné papíry lze zaknihovat (viz výše).

### Podle kotace
Kotované cenné papíry jsou takové, které byly přijaty k obchodování na určitém veřejném trhu; za kotovaný cenný papír je pak dle zákona (v ČR) považován ten, který je přijat k obchodování na tzv. oficiálním trhu, což je hlavní segment trhu veřejného.

### Podle vztahu k (v něm) inkorporovanému právu
- deklaratorní – emise daného cenného papíru pouze osvědčuje právo (akcie)
- konstitutivní – emise zde je naopak nutným předpokladem pro vznik práva (směnka)

### Podle způsobu distribuce
- veřejně nabízené – veřejnou nabídkou se rozumí jakékoli jednání, kterým se sděluje širšímu okruhu zájemců dostatek informací o nabízených investičních cenných papírech
- ostatní

### Hlavní a vedlejší
Vedlejší cenný papír obsahuje určité právo, které ale obstojí jen, pokud existuje i hlavní cenný papír (např. kupóny jako vedlejší cenný papír pro výnos z akcií).

### Investiční a neinvestiční
- investiční – vyčleněny v § 3/2 zák. o kapitálovém trhu, jsou automaticky investičními nástroji
- neinvestiční – všechny ostatní

### Mající podobu hromadných listin
Jedná se o emisi (vydání), které nahrazuje jednotlivé cenné papíry a práva spjatá s hromadnou listinou nelze dělit převodem, ledaže se jedná o imobilizovaný cenný papír - pak musí odpovídat jednotlivé podíly jednotlivým cenným papírům.

## Členění trhu cenných papírů
Trhy cenných papírů jsou součástí jak trhů peněžních, tak i kapitálových. Členit je můžeme z mnoha hledisek, jako příklad můžeme uvést následující dělení:
- Trh primární
  - Trhy veřejné
  - Trhy neveřejné
- Trh sekundární
  - trhy veřejné
    - trhy organizované
      - trhy burzovní
      - trhy mimoburzovní

    - trhy neorganizované

  - trhy neveřejné

### Primární a sekundární
Toto členění je závislé na tom, zda se jedná o nové emise, či se obchoduje s cennými papíry, které jsou již dříve vydané. Při rozlišování zda se jedná o primární nebo sekundární trh přitom nehraje roli, zda se jedná o cenné papíry peněžního nebo kapitálového trhu. V případě, že jde o nové emise, hovoříme o primárním trhu, ve druhém případě hovoříme o trhu sekundárním.

#### Primární trhy
Jejich podstata spočívá v získávání nových peněžních zdrojů včetně úspor drobných investorů a v jejich přeměně v dlouhodobé zdroje potřebné pro podnikání jak především velkých firem, tak i pro potřeby státu. Jako protihodnota za poskytnuté peněžní zdroje jsou vydávány (emitovány) cenné papíry.
Figurují zde především velké společnosti a stát, které získávají peníze prodejem nových emisí cenných papírů prvotním kupcům. Primární trh je ve velké míře ovlivněn silnějším sekundárním trhem (postavení a tržní ceny dříve vydaných cenných papírů). Při prodeji získává peníze emitent, přičemž se jedná o první prodej cenného papíru prvnímu nabyvateli.

#### Sekundární trhy
Jedná se o obchodování již dříve emitovaných cenných papírů. Sekundární trh zajišťuje jejich likviditu a stanovuje tržní cenu. Tato funkce usnadňuje investorům jejich zpětnou přeměnu na hotové peníze a následně umocňuje jejich zájem o další investice.
Obchodování na tomto trhu je z hlediska objemu rozsáhlejší než na trhu primárním, a to z toho důvodu, že se zde opakovaně prodávají cenné papíry, které na trhu primárním mohou být prodány pouze jednou.

### Veřejné a neveřejné (smluvní) trhy

#### Veřejný trh
Veřejným trhem označujeme trh, kde mohou obchodovat všichni potenciální zájemci a cenné papíry jsou prodávány za nejvyšší nabídnutou cenu.
Na veřejném trhu primárním může emitent umístit své cenné papíry různým způsobem, přičemž existují tři základní techniky:
- prodej za fixní cenu
- tendr
- aukce

Sekundární veřejný trh se člení na organizovaný a neorganizovaný, kdy organizovaný je reprezentován zpravidla burzou nebo jinými licencovanými mimoburzovními organizátory veřejného trhu. Do neorganizovaného trhu patří zejména tzv. obchody přes přepážku, kdy zájemce nákup uskuteční s obchodníkem s cennými papíry nebo jinou licencovanou institucí.

#### Neveřejný trh
Neveřejným tzv. smluvním trhem rozumíme přímé obchody mezi předem omezeným počtem účastníků, kde mohou být předmětné cenné papíry prodány jednomu, případně několika kupcům na základě individuálního kontraktu ve smluvně dohodnutém objemu i ceně.
Na neveřejném primárním trhu se obchodují tzv. uzavřené emise, kdy emitent předem dojedná prodej nově emitovaných cenných papírů s potenciálními investory. Jejich uvedení do oběhu je následně oznámeno pouze jako skutečnost.
Existence neveřejného trhu sekundárního vznikla v důsledku povolení ve většině zemí nakupovat a prodávat cenné papíry přímo mezi potenciálními kupci a jejich stávajícími vlastníky.

## Cena
Cenné papíry obvykle mají svoji nominální hodnotu, která je na nich uvedena, ale jejich skutečná hodnota je určena tím, za kolik by bylo možné je v dané době prodat, což určuje okamžitá nabídka a poptávka. Jestliže se aktuální kurz (hodnota) cenného papíru rovná jeho hodnotě jmenovité, tedy hodnotě, v jaké byl emitován, označuje se al pari. Obecně však se hodnota cenného papíru může od nominální značně lišit a obvykle se mění v čase.

## Cenné papíry jako obchodní artikl
Nejčastěji se s cennými papíry obchoduje tím, že zájemci investují do některých z tradičních cenných papírů. K nim patří akcie, dluhopisy a podílové listy. Investice s pomocí netradičních cenných papírů jsou vhodnější spíše pro odborníky.

### Dluhopisy
Nákup dluhopisů patří ke konzervativnějším druhům investic. Na primárním trhu lze dluhopisy nakupovat přímo od emitenta, nejčastěji od banky nebo firmy. Na sekundárním trhu je však můžete nakupovat i s pomocí brokera. S pomocí brokerů můžete také nakupovat dluhopisová ETF nebo obchodovat s dluhopisy prostřednictvím rozdílových kontraktů.
Výnos z dluhopisů ale obvykle nebývá nijak vysoký. Výnos státních dluhopisů dosahuje obvykle maximálně několika procent a výnos u firemních nepřesahuje zpravidla 10 %. Zejména státní dluhopisy pak patří mezi ty nejbezpečnější investice. Investoři je proto často využívají hlavně pro komplexní diverzifikaci portfolia. V případě firemních to ale neplatí a může se stát, že firma zbankrotuje dříve, než vámi investované peníze splatí.

### Listy podílových fondů
Další možností, jak investovat do cenných papírů, je nákup listů podílových fondů. Ty můžete nakupovat přímo od otevřených podílových fondů nebo bankovních podílových fondů. V obou případech jsou vámi vložené peníze aktivně spravovány portfolio manažerem, který vybírá, do čeho investovat.
Zhodnocení vaší investice zde odpovídá růstu podkladových aktiv, ze kterého odečtete náklady na správu investice portfolio manažerem, často až 3 %. Zhodnocení je pak zpravidla vyšší než u dluhopisů, ale oproti nim je tato investice zpravidla rizikovější.
Ekvivalentem investice do podílových fondů je investice do burzovně obchodovatelných fondů (ETF). Podkladové aktivum těchto fondů je určeno indexem, na který je ETF navázán. Jedná se proto o pasivně spravované fondy. Z toho důvodu za investici do nich zaplatíte mnohem nižší poplatky. Do těchto fondů lze investovat stejně jako do akcií, prostřednictvím nějakého ETF brokera, a jejich výnos se liší dle jednotlivého indexu.Například u indexu S&P 500 je průměrný roční výnos od jeho vzniku 9,8 %.

### Akcie
Investice do akcií patří k poslední z tradičních možností. Akcie ale nejsou na primárním trhu až na výjimky dostupné malým investorům. To neplatí pro sekundární trh. K jejich nákupu zde můžete využít celou řadu brokerů (XTB, RoboMarkets, eToro) i investičních platforem (Portu, Fondee, Indigo).
Podle zvolené strategie pak můžete investovat pasivně, aktivně, jednorázově nebo i pravidelně. Zhodnocení tohoto druhu investice závisí na konkrétní investiční strategii, ale při dlouhodobé investici lze zpravidla očekávat roční zhodnocení okolo 8-10 %. Profesionální investoři a obchodníci však mohou dosahovat i vyšších zhodnocení.
Investice do akcií patří zpravidla k nejrizikovějším druhům investice. Bez potřebných znalostí je rovna sázce do loterie. Riziko lze ale snížit volbou vhodné strategie, popř. investicí do již zmíněných podílových fondů nebo ETF.

## Prameny úpravy cenných papírů a kapitálového trhu
- Obecné prameny cenných papírů
  - občanský zákoník (č. 89/2012 Sb.)
  - občanský soudní řád (č. 99/1963 Sb.), ve znění pozdějších předpisů
- Zvláštní prameny cenných papírů
  - zákon o obchodních korporacích (č. 90/2012 Sb.)
  - zákon o dluhopisech (č. 190/2004 Sb.), ve znění pozdějších předpisů
  - zákon o směnečný a šekový (č. 191/1950 Sb.), ve znění pozdějších předpisů
  - zákon o zemědělských skladních listech a zemědělských veřejných skladech (č. 370/2000 Sb.), ve znění pozdějších předpisů
  - devizový zákon (č. 219/1995 Sb.), ve znění pozdějších předpisů
  - zákon o podmínkách převodu majetku státu na jiné osoby (č. 92/1991 Sb.), ve znění pozdějších předpisů
- Prameny upravující kapitálový trh a práva a povinnosti účastníků
  - zákon o podnikání na kapitálovém trhu (č. 256/2004 Sb.), ve znění pozdějších předpisů
  - zákon o investičních společnostech a investičních fondech (č. 248/1992 Sb.), ve znění pozdějších předpisů
  - zákon o dohledu v oblasti kapitálového trhu (č. 15/1998 Sb.), ve znění pozdějších předpisů
  - zákon o bankách (č. 21/1992 Sb.), ve znění pozdějších předpisů
  - zákon o České národní bance (č. 6/1993 Sb.), ve znění pozdějších předpisů